# Бжигаков, Камчари Барокович

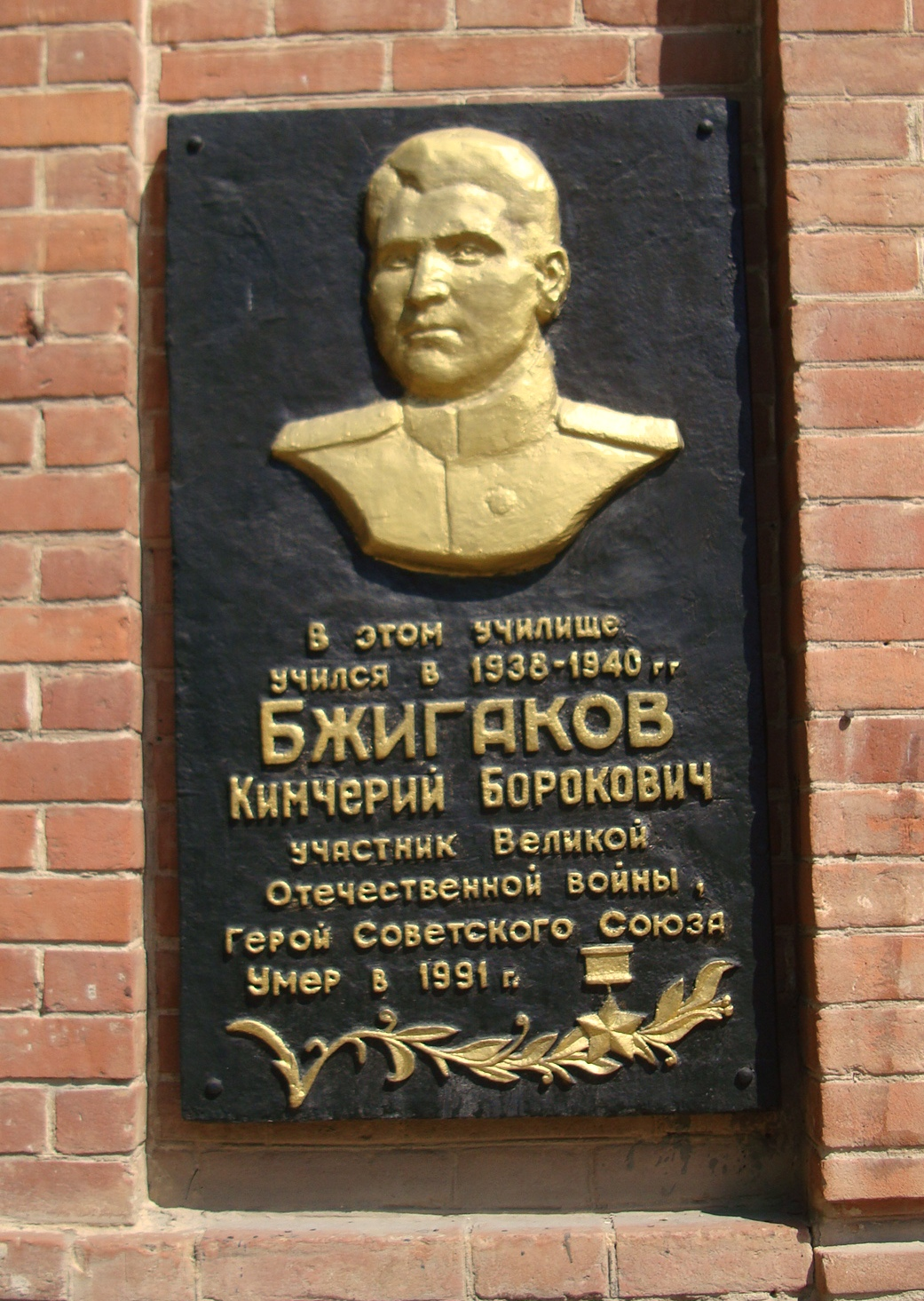
Бжигаков Кимчари Барокович Герой Советского Союза. Мемориальная доска на Майкопском педагогическом колледже

Камчари Барокович Бжигаков (Кимчерий Борокович) — Герой Советского Союза, командир взвода 82-миллиметровой миномётной батареи 7-го гвардейского Перемышльского кавалерийского полка, 2-й гвардейской кавалерийской Крымской дважды Краснознамённой ордена Богдана Хмельницкого дивизии имени Совнаркома УССР 1-го гвардейского Житомирского Краснознаменного кавалерийского корпуса 1-го Украинского фронта, гвардии старший лейтенант.

## Биография
Камчари Барокович Бжигаков родился 15 ноября 1919 года, в семье крестьянина, по национальности адыг (черкес). В 1938 году окончил неполную среднюю школу в Краснодаре, затем первый курс Адыгейского педагогического училища.
В армии с 30 сентября 1940 года. Окончил полковую школу с 22 июня 1941 года на фронте. Воевал командиром отделения, миномётного взвода на Южном, Юго-Западном, Воронежском и 1-м Украинском фронтах. В 1942 году окончил курсы младших лейтенантов. Принимал участие в оборонительных боях 1941—1942 годов. Отражал вражеские контратаки на реке Прут, участвовал в ожесточенных боях за города Котовск, Полтаву, Ромны и в Московской битве. В период наступательных боев освобождал города Каширу, Серпухов, Венев, Юхнов и другие населенные пункты.
В апреле 1945 года будучи в звании гвардии старшего лейтенанта и командуя взводом 82-миллиметровой миномётной батареи 7-го гвардейского кавалерийского полка, 2-й гвардейской кавалерийской дивизии 1-го гвардейского кавалерийского корпуса 1-го Украинского фронта Бжигаков участвовал в форсировании реки Эльба и в наступательных боях в районе города Майсен в Германии. Огнём миномётов он отбил контратаки превосходящих сил противника, умело отсекая пехоту противника от танков, подавил пять пулеметных точек, уничтожил около пятидесяти немцев.
Указом Президиума Верховного Совета СССР от 27 июня 1945 года за образцовое выполнение боевых заданий командования на фронте борьбы с немецко-фашистскими захватчиками и проявленные при этом мужество и героизм, ему было присвоено звание Герой Советского Союза с вручением ордена Ленина и медали «Золотая Звезда» (№ 7911).
После войны Камчари Барокович продолжал службу в Вооруженных Силах СССР. В 1947 году окончил курсы усовершенствования офицерского состава (КУОС), в 1949 году — курсы «Выстрел». В 1967 году в звании полковника вышел в запас, после чего жил в Краснодаре и работал в органах МВД. Принимал активное участие в патриотическом воспитании молодежи.
Скончался Камчари Барокович 28 октября 1991 года в Краснодаре. Похоронен в родном ауле Тлюстенхабль Теучежского района (ныне Республика Адыгея).

## Награды
- Медаль «Золотая Звезда»[2]
- Орден Ленина[2]
- Орден Красного Знамени
- Орден Отечественной войны I степени[3]
- Орден Отечественной войны I степени
- Орден Отечественной войны II степени[4]
- Орден Красной Звезды[5]
- Орден Красной Звезды[6]
- Орден Красной Звезды
- Медаль «За оборону Москвы»[7]
- Медаль «В ознаменование 100-летия со дня рождения Владимира Ильича Ленина»
- Медаль «За победу над Германией в Великой Отечественной войне 1941—1945 гг.» (9 мая 1945[8])
- Юбилейная медаль «Двадцать лет Победы в Великой Отечественной войне 1941—1945 гг.» (7 мая 1965[9])
- Юбилейная медаль «Тридцать лет Победы в Великой Отечественной войне 1941—1945 гг.»
- Медаль «Сорок лет Победы в Великой Отечественной войне 1941-1945 гг.»
- Медаль «Ветеран Вооружённых Сил СССР»
- Медаль «30 лет Советской Армии и Флота»
- Юбилейная медаль «40 лет Вооружённых Сил СССР»
- Медаль «За безупречную службу» I степени
- Медаль «За безупречную службу» II степени
- Медаль «За безупречную службу» III степени
- Знак МО СССР «25 лет Победы в Великой Отечественной войне» (24 апреля 1970[10])
- Знак «Гвардия»

## Память
- Имя Героя высечено золотыми буквами в зале Славы Центрального музея Великой Отечественной войны в Парке Победы города Москва
- На могиле установлен надгробный памятник
- На здании Адыгейского педагогического училища в Майкопе установлена мемориальная доска.
- В посёлке Тлюстенхабль названа улица в его честь, переименованная с Адыгейской (координаты ул. 44.978668,39.087068)